# Samuel Rosenberg
Samuel Rosenberg (geb. 23. August 1842 in Tiszafüred, Ungarn; gest. 9. Juni 1919 in Huncovce (Hunsdorf), Okres Kežmarok, Prešovský kraj) war ein Rabbiner in dem Ort Hunsdorf in der Hohen Tatra in der Slowakei.

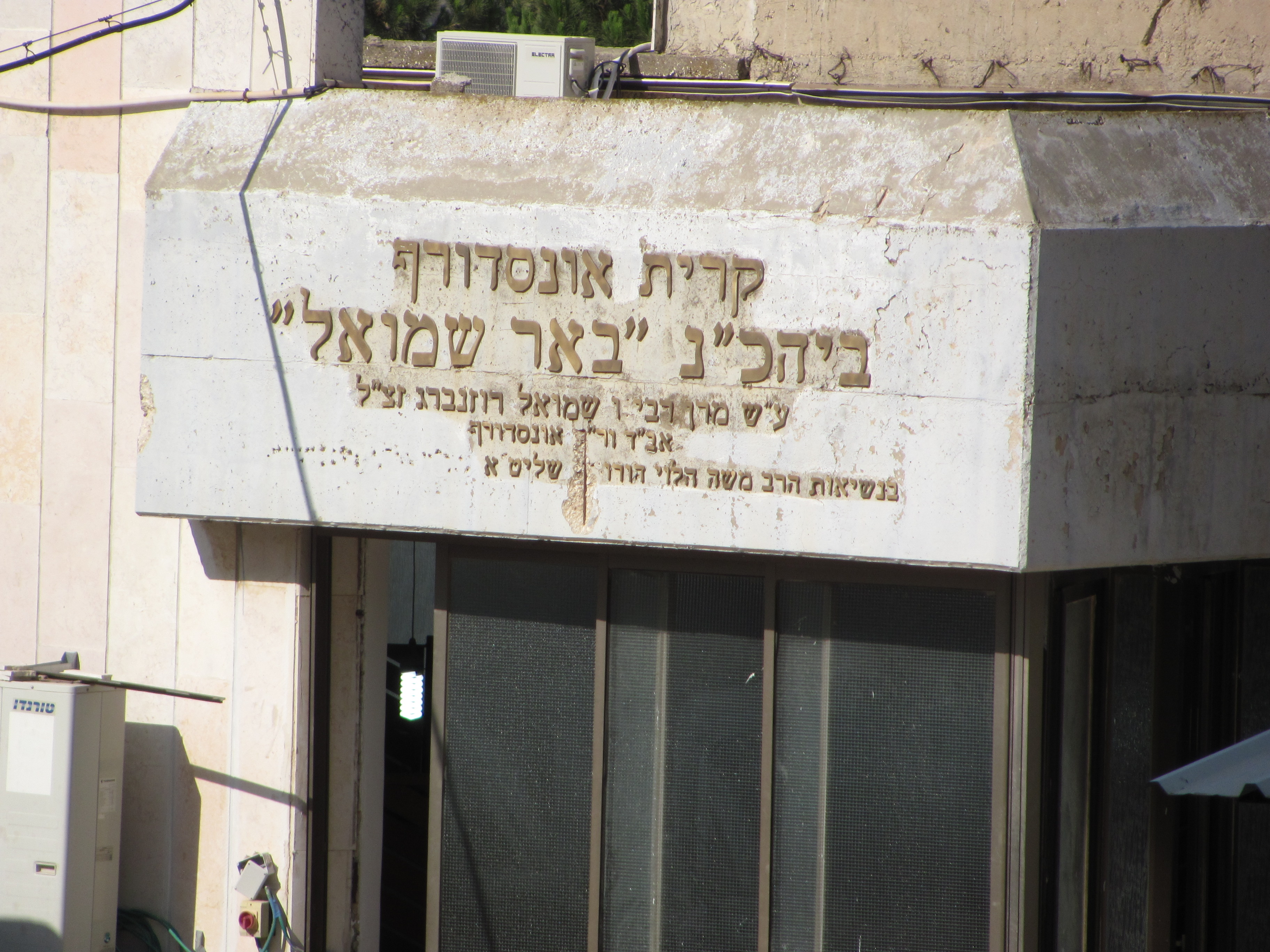
Eingang der Be'er-Shmuel-Synagoge in Kiryat Unsdorf (Jerusalem), benannt nach dem Hunsdorfer Rabbi

## Leben
Samuel Rosenberg wurde 1852 als Sohn des Rabbis Israel Yonah Zvi Rosenberg, Vorsitzender des Rabbinatsgerichts von Tiszafüred, geboren. Er studierte an der Jeschiwa in Preßburg (Bratislava) und war ein Schüler des Ksav Sofer. Rosenberg wurde Rabbiner in Csaba (Ceaba). Später übersiedelte er nach Hunsdorf, wo er eine Jeschiwa gründete, die große Berühmtheit erlangen sollte, und wo er bis zu seinem Tod tätig war. Er unterrichtete Hunderte von Schülern.
Rabbi Samuel Rosenberg hatte zwei Kinder, einen Sohn und eine Tochter. Aufgrund des Todes seines Sohnes zu seinen Lebzeiten wurde nach dem Tod von Rabbi Samuel Rosenberg sein Enkel, Rabbi Yosef Zvi Yonah Horowitz, ernannt, seinen Weg und seine Lehren fortzusetzen. Er unterstützte die praktische Besiedlung von Eretz Israel. Bestattet ist er in Hunsdorf (Huncovce), dem Ort seines Wirkens.
Die charedische Nachbarschaft Unsdorf in Jerusalem ist nach der slowakischen Gemeinde Huncovce (jiddisch: Unsdorf) benannt, deren jüdische Gemeinde im Holocaust vernichtet wurde. Die Hauptsynagoge, Be'er Shmuel, ist nach dem Hunsdorfer Rabbi benannt.

## Werke
- Be’er Schmuel (Der Brunnen Samuels), 1923 (Responsen)
- Predigten, 1938[2]